# Ratusz w Gryfowie Śląskim
Ratusz w Gryfowie Śląskim - budowla wzniesiona w roku 1551, w późniejszych czasach wielokrotnie przebudowywana. Obecnie jest siedzibą władz miasta. 

## Historia
Ratusz w Gryfowie Śląskim został zbudowany w latach 1524-1551 w stylu renesansowym na miejscu wcześniejszego, gotyckiego. Po pożarze w 1603 został odbudowany ok. 1620, w latach 1624-1632 wzniesiono wieżę, a w 1688 dodano hełm. Ratusz został przebudowany w okresie od 1743 do 1745, oraz w roku 1773, a w 1849 w związku z usunięciem z budowli pomieszczeń handlowych obiekt został częściowo pozbawiony barokowego wyposażenia wnętrz. W 1929 roku rozebrano górną część wieży zniszczoną w pożarze i w 1931 zastąpiono ją nadbudówką z żelbetu.

Decyzją wojewódzkiego konserwatora zabytków z dnia 12 września 1964 roku ratusz został wpisany do rejestru zabytków.

## Architektura
Ratusz jest budowlą wzniesioną na planie czworoboku, w układzie wielotraktowym, dwukondygnacyjną, nakrytą czterospadowym dachem mansardowym z lukarnami. Główne wejście do budynku umieszczone jest w podstawie wysuniętej ryzalitowo wieży. Nad portalem wmurowano płaskorzeźbę z herbem miasta, wykutą z okazji wzniesienia wieży ratuszowej. We wnętrzach ratusza zachowały się sklepienia kolebkowe i krzyżowe z lunetami. Obecnie ratusz jest siedzibą władz Gryfowa Śląskiego i straży miejskiej. Na wieży znajduje się herb miasta, a na ścianie widnieje odsłonięta w 1982 roku tablica poświęcona polskim żołnierzom poległym na frontach II wojny światowej.

## Galeria

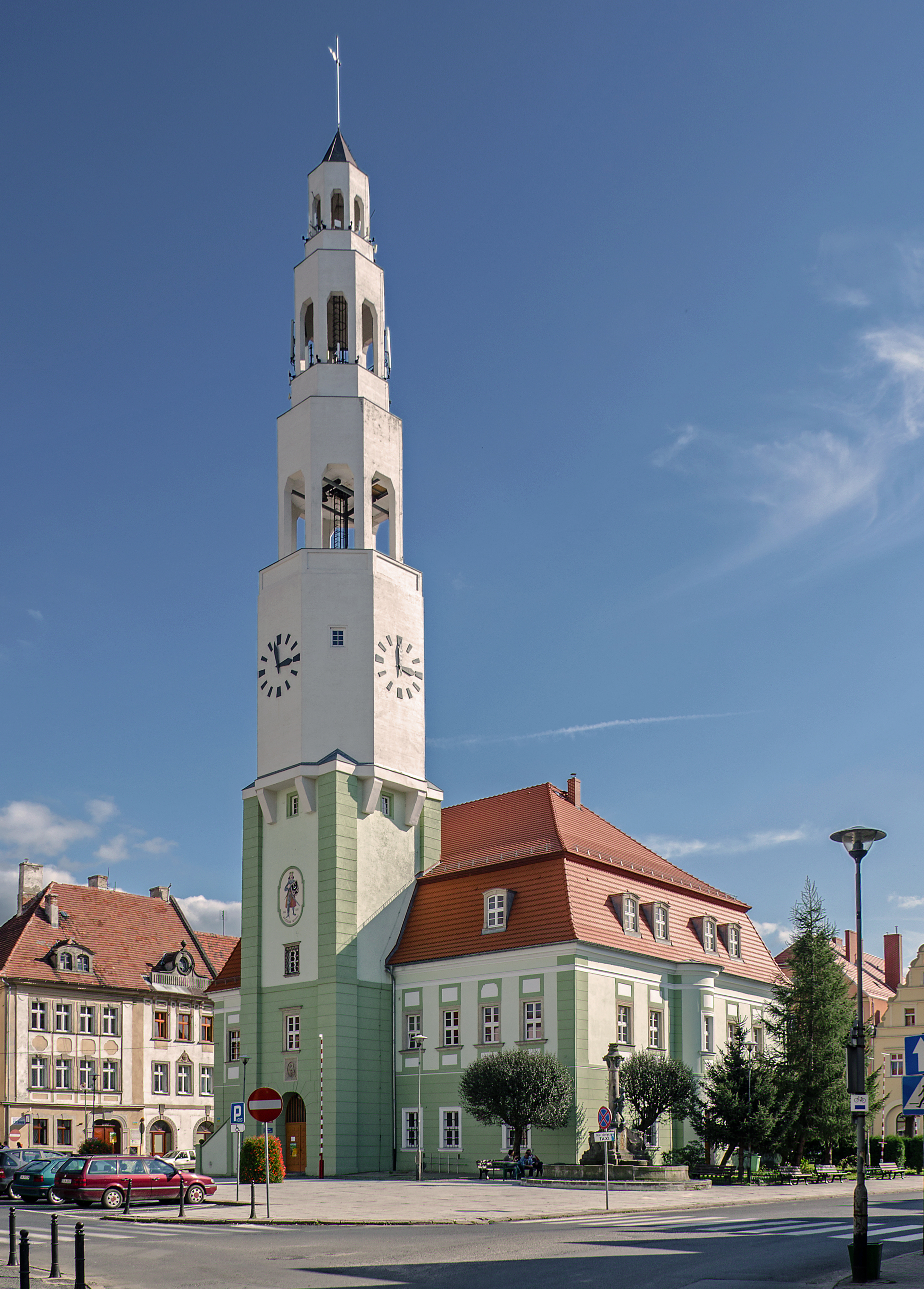
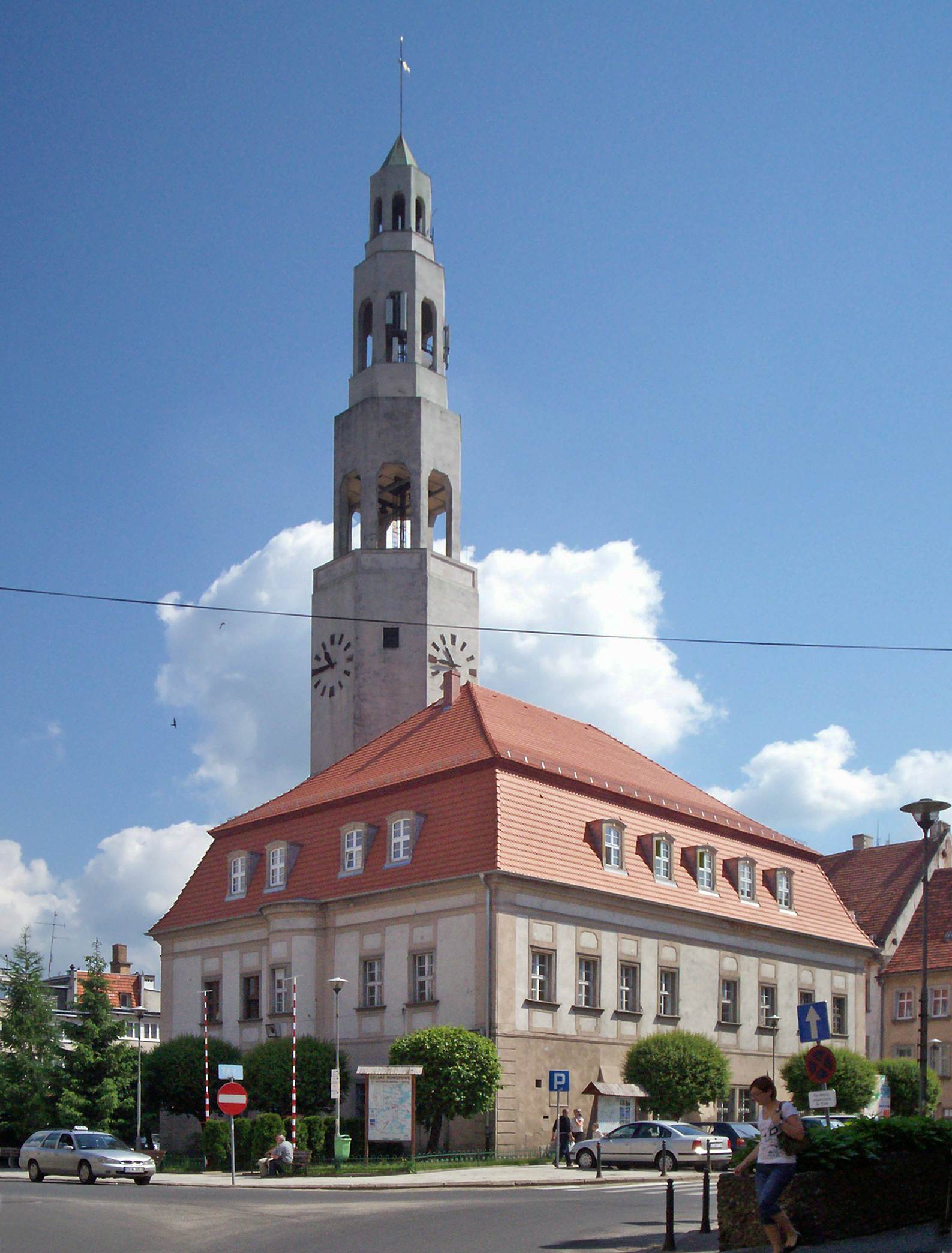
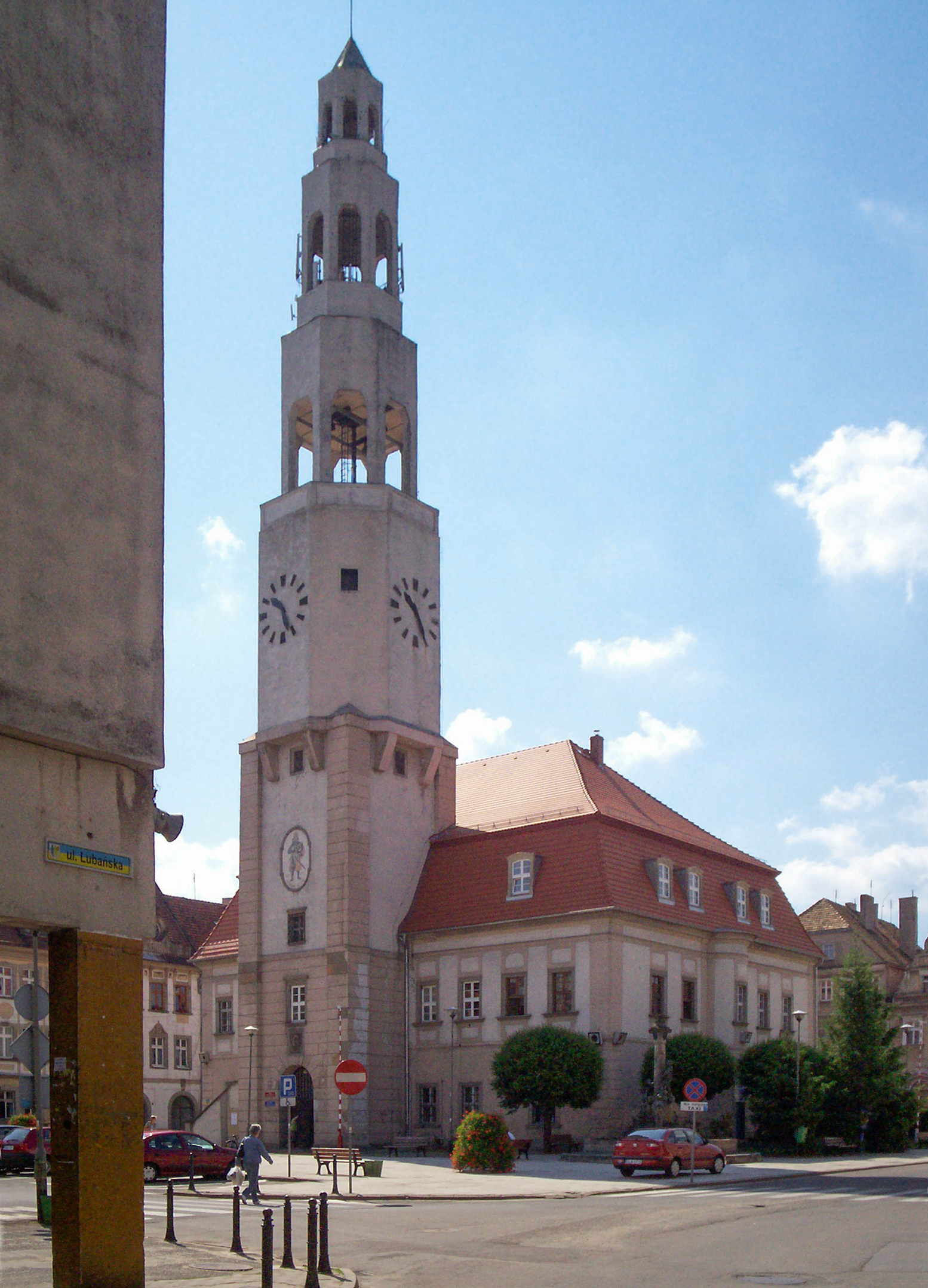
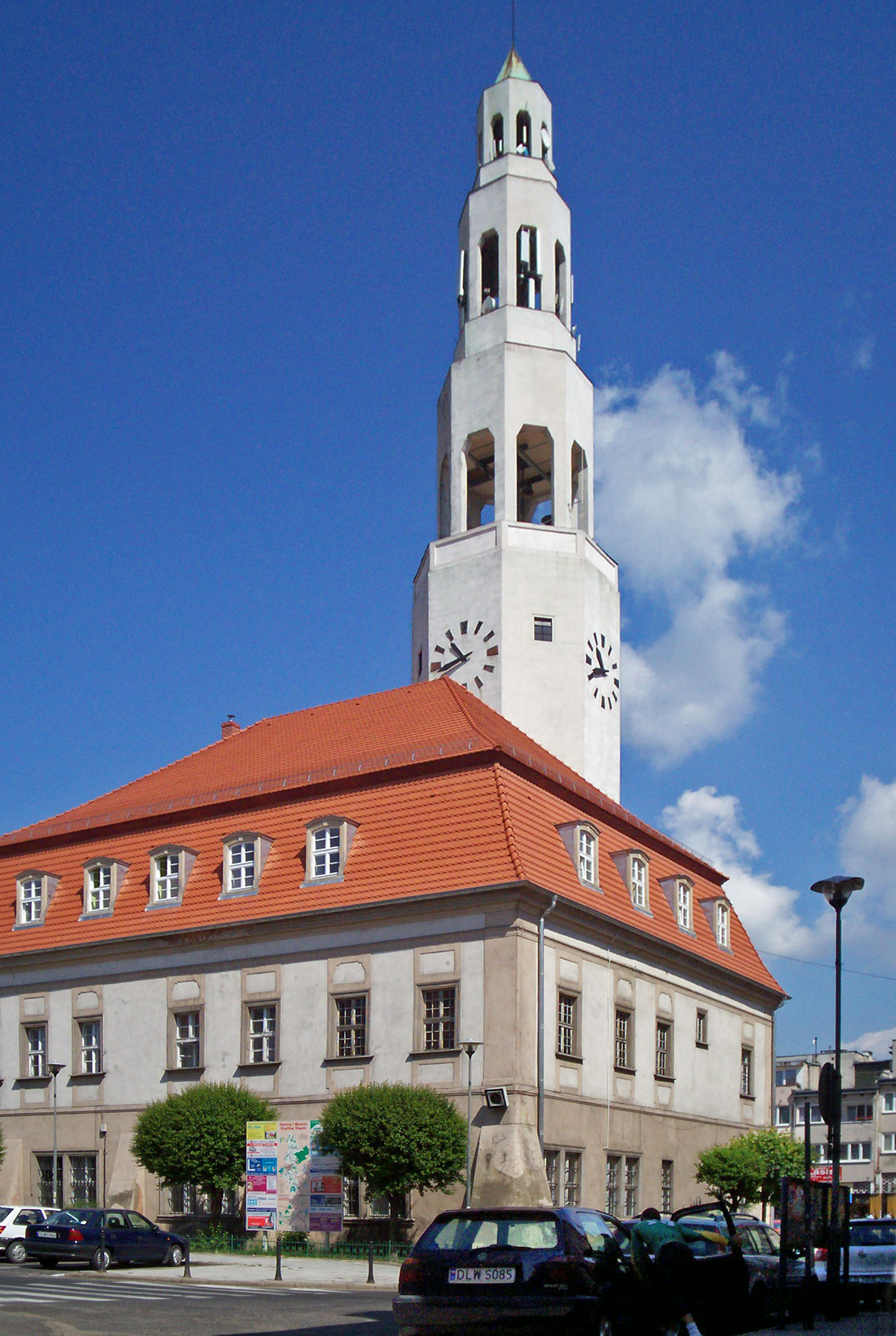
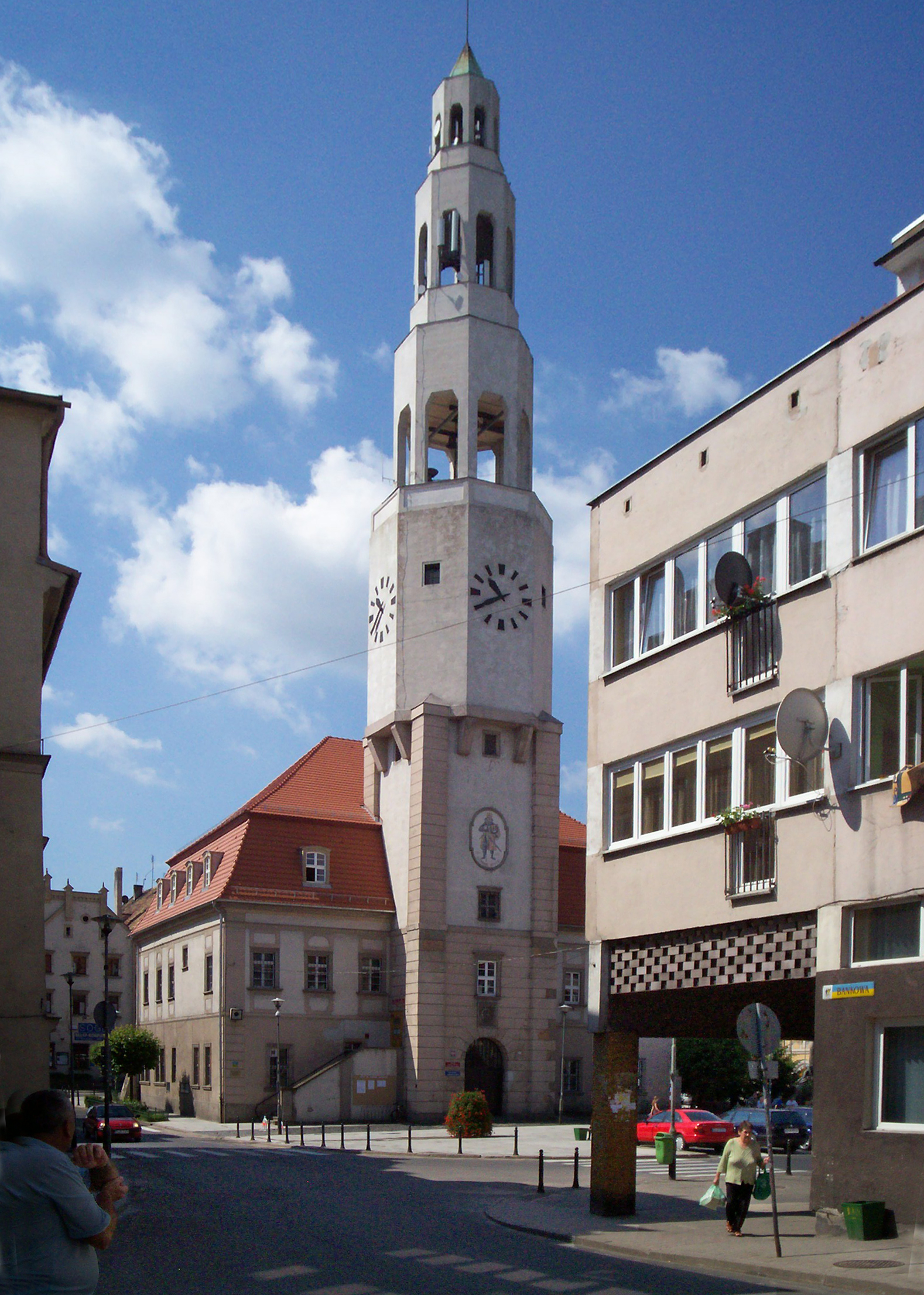
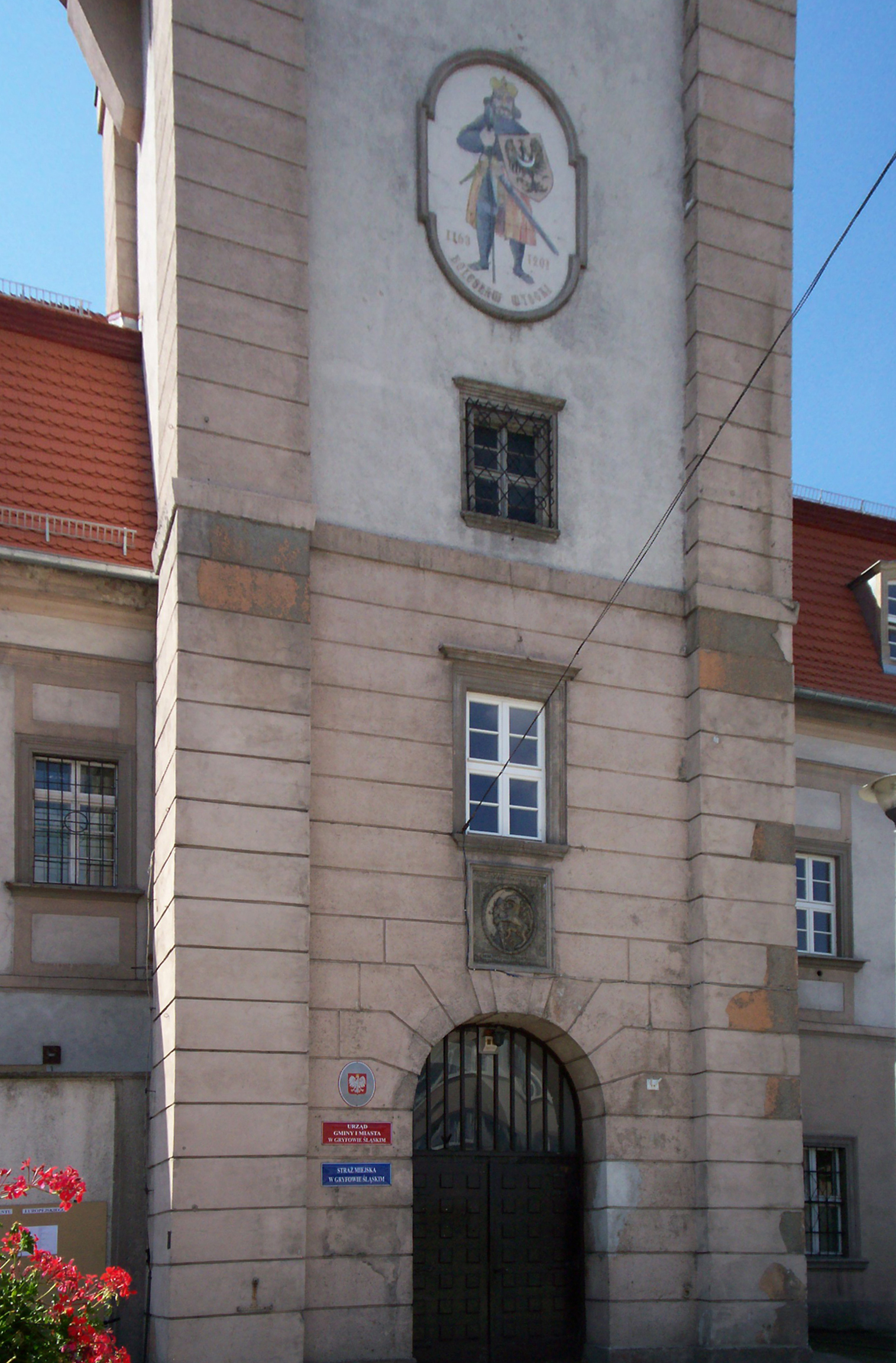